# Episodi de L'uomo da sei milioni di dollari (prima stagione)
La prima stagione della serie televisiva L'uomo da sei milioni di dollari, composta da 13 episodi, è stata trasmessa sul canale televisivo statunitense ABC dal 18 gennaio al 26 aprile 1974.
| nº | Titolo originale                | Titolo italiano                     | Prima TV USA     |
| -- | ------------------------------- | ----------------------------------- | ---------------- |
| 1  | Population: Zero                | Popolazione: zero                   | 18 gennaio 1974  |
| 2  | Survival of the Fittest         | Una notte su un'isola               | 25 gennaio 1974  |
| 3  | Operation Firefly               | Operazione Lucciola                 | 1º febbraio 1974 |
| 4  | Day of the Robot                | La sfida del robot                  | 8 febbraio 1974  |
| 5  | Little Orphan Airplane          | Missione in Africa                  | 22 febbraio 1974 |
| 6  | Doomsday, and Counting          | Minuti contati                      | 1º marzo 1974    |
| 7  | Eyewitness to Murder            | Testimone oculare                   | 8 marzo 1974     |
| 8  | The Rescue of Athena One        | Dramma nello spazio                 | 15 marzo 1974    |
| 9  | Dr. Wells is Missing            | Un movimentato soggiorno in Austria | 29 marzo 1974    |
| 10 | The Last of the Fourth of Julys | Cessato pericolo                    | 5 aprile 1974    |
| 11 | Burning Bright                  | Professione astronauta              | 12 aprile 1974   |
| 12 | The Coward                      | Il codardo                          | 19 aprile 1974   |
| 13 | Run, Steve, Run                 | Corri Steve, corri                  | 26 aprile 1974   |

## Popolazione: Zero
- Titolo originale: Population: Zero
- Diretto da: Jeannot Szwarc
- Scritto da: Elroy Schwartz

### Trama
La città di Norris, 23 abitanti, è colpita da un trasmettitore di ultrasuoni. Vengono tutti resi incoscienti. Uno scienziato, il cui progetto del trasmettitore era stato cancellato dal governo, minaccia di eliminare la popolazione intera se le sue richieste non saranno esaudite. Steve si incarica di fermarlo, contravvenendo agli ordini di Oscar. Perché conosce la popolazione di Norris.
- Guest star: Don Porter (Dottor Stanley Bacon), Penny Fuller (Chris Forbes), Paul Fix (Joe Taylor), Colby Chester (Joe Hollister), Paul Carr (Paul Cord), Walter Brooke (Generale Hariand), Virginia Gregg (signora Nelson), Morgan Jones (Phillips), John Elerick (Edward Presby), Stuart Nisbet (Harry Johnson), Mike Santiago (Frank), Bob Delegall (tecnico) e David Valentine (l'uomo al terminale).

## Una notte su un'isola
- Titolo originale: Survival of the fittest
- Diretto da: Leslie H Martinson
- Scritto da: Mann Rubin

### Trama
Steve ed Oscar prendono un charter militare per Washington, dalle Hawaii. Durante la trasvolata, un guasto fa ammarare il velivolo. Tutti i passeggeri approdano su un'isola deserta, ma due di essi hanno lo scopo di eliminare Oscar.
- Guest star: James Mc Eachin, Christine Belford, William Smith, Joanne Worley, Laurette Spang (Helen Wave), Randall Carver (PFC Barris).

## Operazione Lucciola
- Titolo originale: Operation Firefly
- Diretto da: Reza Badiyi
- Scritto da: Sy Salkowitz

### Trama
Oscar invia Steve in Spagna, per rintracciare Susan Abbott. Susan ha un forte legame ESP con lo scomparso padre dott. Samuel Abbott. Il dott. Abbott è sul punto di perfezionare un laser portatile, che si basa sul principio chimico delle lucciole (in Inglese firefly)
- Guest star: Pamela Franklyn (Susan Abbott), Simon Scott (Samuel Abbott), Joseph Ruskin (Le Duc), Jack Hogan (John Belson), Joe Kapp (Frank la guida nelle Everglades).

## La sfida del robot
- Titolo originale: Day of the robot
- Diretto da: Leslie H. Martinson
- Scritto da: Harold Livingston

### Trama
Steve accompagna alla base dei test missilistici il suo vecchio amico Maggiore Sloan, inventore di un sistema di intercettamento. Durante il tragitto, Sloan viene sostituito con un suo clone robotico.
- Guest star: John Saxon (Maggiore Sloan), Henry Jones (Dott. Lorentz), Lloyd Bochner (Wilson), Chuck Bateman (Serg. Parnell), Noah Keen (Gen. Tanhill), Robert Rothwell (Al), Martin Speer (Neil)
- Nota. In questa puntata viene inserito, per la prima volta, il tema musicale sintetizzato che accompagna, insieme alla slow motion, i movimenti bionici. L'effetto sonoro è però applicato al clone robotico.

## Missione in Africa
- Titolo originale: Little orphan airplane
- Diretto da: Reza Badiyi
- Scritto da: Elroy Schwartz

### Trama
Steve viene inviato in Africa, per recuperare un pilota e le foto aeree che questi ha scattato, riguardo ad un traffico di armi che violerebbe una tregua. Lo trova, vivo e ferito, in una piccola missione.
- Guest star: Scoey Mitchell (Cap. Chuka), Marge Redmond (suora), Lincoln Kirkpatrick (pilota Josh Perkins), Susan Gay Powell (suor Teresa), Greg Morris (Dale Robertson).

## Minuti contati
- Titolo originale: Doomsday, and counting
- Diretto da: Jerry Jameson
- Scritto da: Larry Brody e Jimmy Sangster

### Trama
Steve e Oscar accolgono il cosmonauta russo Zhukov, amico di Steve, a Washington, per un incontro su una joint venture tra russi ed americani per andare su Marte. La base russa  di lancio, in cui lavora anche Irina, promessa sposa di Zhukov, è colpita da un terremoto. Zhukov e Steve si recano alla base, per recuperare Irina e tentare di neutralizzare il reattore sotterraneo, il cui computer di controllo ha interpretato le scosse sismiche come un attacco nemico ed ha attivato l'autodistruzione.
- Guest star: Gary Collins (Col. Vassili Zhukov), Jane Merrow (Cap. Irina Leonova), William Smithers (Gen. Koslenko), Bruce Glover (cap. Voda), Anne Newman (tecnica di laboratorio), Rico Cattani (tecnico di laboratorio).

## Testimone oculare
- Titolo originale: Eyewitness to murder
- Diretto da: Alf Kjellin
- Scritto da: William Driskill

### Trama
All'uscita dl ristorante in cui Steve stava cenando, un membro dello staff del procuratore Sandusky viene ucciso da un cecchino. Steve vorrebbe occuparsi del caso, ma Oscar glielo impedisce. Fino a quando riceve una chiamata da Washington, perché l'obbiettivo era il procuratore stesso.
- Guest star: Gary Lockwood (Hopper), William Schallert (procuratore Sandusky), Ivor Barry (Hanley), Regis Cordic (presentatore), Leonard Stone (Tanner), Donna Mantoan (receptionist), Marilyn Hassett (segretaria autonoleggio).

## Dramma nello spazio
- Titolo originale: The Rescue of Athena One
- Diretto da: Lawrence Doheny
- Scritto da: D.C. Fontana

### Trama
La navetta Athena One, con a bordo il primo pilota donna della NASA, maggiore Wood (istruita da Steve stesso), parte per la sua missione. Durante l'approdo alla IIS, un'esplosione danneggia Athena One, ed il copilota. Steve, a bordo di Athena Two è inviato per il soccorso. Durante la permanenza nello spazio, riscontra malfunzionamenti agli apparati bionici a gravità zero.
- Guest star: Farrah Fawcett-Majors[1] (maggiore Kelly Wood), Paul Kent (flight surgeon Wolf), John S. Ragin (direttore volo), Quin Redeker (capcom).

## Un movimentato soggiorno in Austria
- Titolo originale: Dr. Wells is Missing
- Diretto da: Virgil W. Vogel
- Scritto da: Elroy Schwartz, Krishna Shah e William Keenan

### Trama
Il Dr. Wells, creatore di Steve, è in Austria nei dintorni di Salisburgo, per una vacanza. Con la preoccupazione di Oscar per la sua incolumità. Viene rapito, ma Steve è già in viaggio per rintracciarlo.
- Guest star: Alan Oppenheimer (dott. Rudy Wells), John van Dreelen (Tucelli sr.), Michael Dante (Julio Tucelli), Than Wyenn (addetto alla reception), Jim Shane (Yamo)

- Nota. In questa puntata viene inserito, per la prima volta, il tema musicale sintetizzato che accompagna, insieme alla slow motion, i movimenti bionici di Steve Austin. Tale tema, tuttavia, viene applicato solo in alcune scene.

## Cessato pericolo
- Titolo originale: The last of the Fourth of Julys
- Diretto da: Reza Badiyi
- Scritto da: Richard Landau

### Trama
Un mercenario progetta di assassinare dei leader mondiali in congresso a Parigi, tramite un laser. Questo, attivato da una base segreta, dovrà rimbalzare su un satellite e colpire il luogo del congresso. Steve si infiltra nella base, dove troverà un'agente dell'Interpol sotto copertura.
- Guest star: Steve Forrest (Quayle), Kevin Tighe (capo sicurezza), Tom Reese (Joe Alabam), Arlene Martel (Violette), Barry Cahill (comandante sottomarino), Hank Stohl (Balsam), Ben Wright (Ives), Lana Deglin (Hurst), Tom Hayden (operatore sonar)

## Professione astronauta
- Titolo originale: Burning bright
- Diretto da: Jerry London
- Scritto da: Del Reisman

### Trama
Di ritorno da una missione nello spazio, il capitano Lang mostra segni di squilibrio mentale, uniti ad intuizioni di alto quoziente intellettivo. Steve lo affianca, tentando di salvarlo.
- Guest star: William Shatner (cap. Josh Lang), Warren Kemmerling (Carl Billing), Rodolfo Hoyos (Ernesto Arruza), Anne Scheeden (Tina Larsen), Joseph diReda (vicesceriffo), Aaron Mitchell (vicesceriffo), Ron Stokes (polizia militare), Mary Rings (Millie)

- Nota. Da questa puntata sono tratte due sequenze usate nella sigla iniziale: Lee Majors abbigliato con una tuta rossa, con dei sensori applicati; il sollevamento dei pesi graduati.

## Il codardo
- Titolo originale: The coward
- Diretto da: Reza Badiyi
- Scritto da: Elroy Schwartz

### Trama
Nel febbraio del 1945, una aereo pilotato dal colonnello Carl Austin, con documenti segreti, precipita al confine con la Cina. Il rapporto dice che il colonnello Austin si era lanciato prima dello schianto, abbandonando l'equipaggio. Un terremoto riporta alla luce il relitto. Dietro incarico di Oscar, Steve vola in Cina per recuperare i documenti. E riabilitare la memoria di suo padre.
- Guest star: George Montgomery (Christopher Bell), Ron Soble[2] (Kuanghai), France Nuyen (Marnu), Martha Scott (sig.ra Austin), George Takei (Chin-Ling), Fuji (Kai-Sing), Kim Kahana (Prokar), Kenny Endoso (Johra), Bennie Dobbins (primo bandito), Robert Herron (secondo brigante), Bill Lane (terzo brigante)

## Corri Steve, corri
- Titolo Originale: Run, Steve, Run
- Diretto da: Jerry Jameson
- Scritto da: Lionel E. Siegel

### Trama
Vittima di un incidente doloso, Steve si prende una vacanza nel ranch suo amico Tom nello Utah. Tallonato dal dott. Lorentz, che finanziato dal malavitoso Rossi, vuole impossessarsi dei segreti bionici di Steve per costruire robots per intenti criminosi, grazie a Suzie scampa al rapimento.
- Guest star: Henry Jones (dott. Lorentz), Noah Beery (Tom Molson), Melissa Greene (Suzie Lund), George Murdock (Rossi), Mike Henry (Cliff Platt)